# Actinotia dilutior
Actinotia dilutior là một loài bướm đêm trong họ Noctuidae.